# FRIMO Stadion
El FRIMO Stadion es un estadio de fútbol ubicado en el municipio de Lotte en el estado Renania del Norte-Westfalia en Tecklenburger Land en Alemania. El estadio tiene un total de 10 059 asientos, de los cuales 2370 sentados y 7689 de pie. El Sportfreunde Lotte de la tercera división juega sus partidos de local aquí.

## Historia
A lo largo del tiempo el estadio ha sufrido algunos cambios, por ejemplo en el sistema abierto del 19 de julio de 1986 desde 2003, la tribuna se ha ampliado paso a paso. En 2006, el estadio fue rebautizado PGW Arena. en 2007, sin embargo, terminó la cubierta de las gradas de dos pisos en la curva oeste, donde la parte inferior no está totalmente cubierta. Debajo de esta tribuna se encuentran las duchas y los vestuarios, desde donde se puede acceder directamente al campo de juego.
La recta norte (tribuna opuesta) se expandió en el verano de 2008, extendiéndose a lo largo de todo el recorrido. Ofrece 2700 lugares de pie y está completamente cubierto, aunque las partes del subordinado no están cubiertas por el techo. La tribuna se extendió nuevamente para la temporada 2010/11. Esto aumentó la capacidad del estadio a 7474 lugares (2370 asientos y 5104 lugares de pie), que están casi todos cubiertos.
Final de la temporada 2009/10 el 27 de mayo de 2010, la asociación junto con el entonces nuevo nombre del patrocinador SN Solartechnics GmbH & Co KG, decidieron que el estadio debía continuar desde el 1 de julio de 2010 con el nombre de Solartechnics Arena 'era'.  Para la temporada 2011/12, el estadio se llama connectM Arena, el nombre de Tecklenburg corresponde a agencia de publicidad que tiene, sin embargo, solicitó la quiebra en febrero de 2013. Según su ubicación en la Autobahnkreuz Lotte/Osnabrück desde entonces se ha llamado al estadio Sportpark am Lotter Kreuz. En la ronda de promoción a la 3. Liga la temporada 2012-13 se estableció una multitud récord de 5604 en el partido de vuelta contra el RB Leipzig.
Por el ascenso a la 3. Liga al final de temporada 2015-16 un aumento del estadio a más de 10 000 asientos fue necesario. Para este fin, una nueva, primera tribuna descubierta fue construida en el lado este del estadio en el verano de 2016, donde se encontraba un muro de publicidad grande. Además, se encontraban alrededor de la esquina noroeste del estadio instalada, un pantalla LED
El FRIMO Group GmbH, una empresa con sede en Lotte fabricante de herramientas y sistemas de producción para la fabricación de piezas de plástico, aseguró los derechos del nombre hasta 2019, en el partido de la DFB-Pokal contra el SV Werder Bremen del 21 de agosto de 2016 fue la primera vez que el nombre nuevo entró en uso. Con 10 059 espectadores un nuevo récord de asistencia se estableció.

## Galería

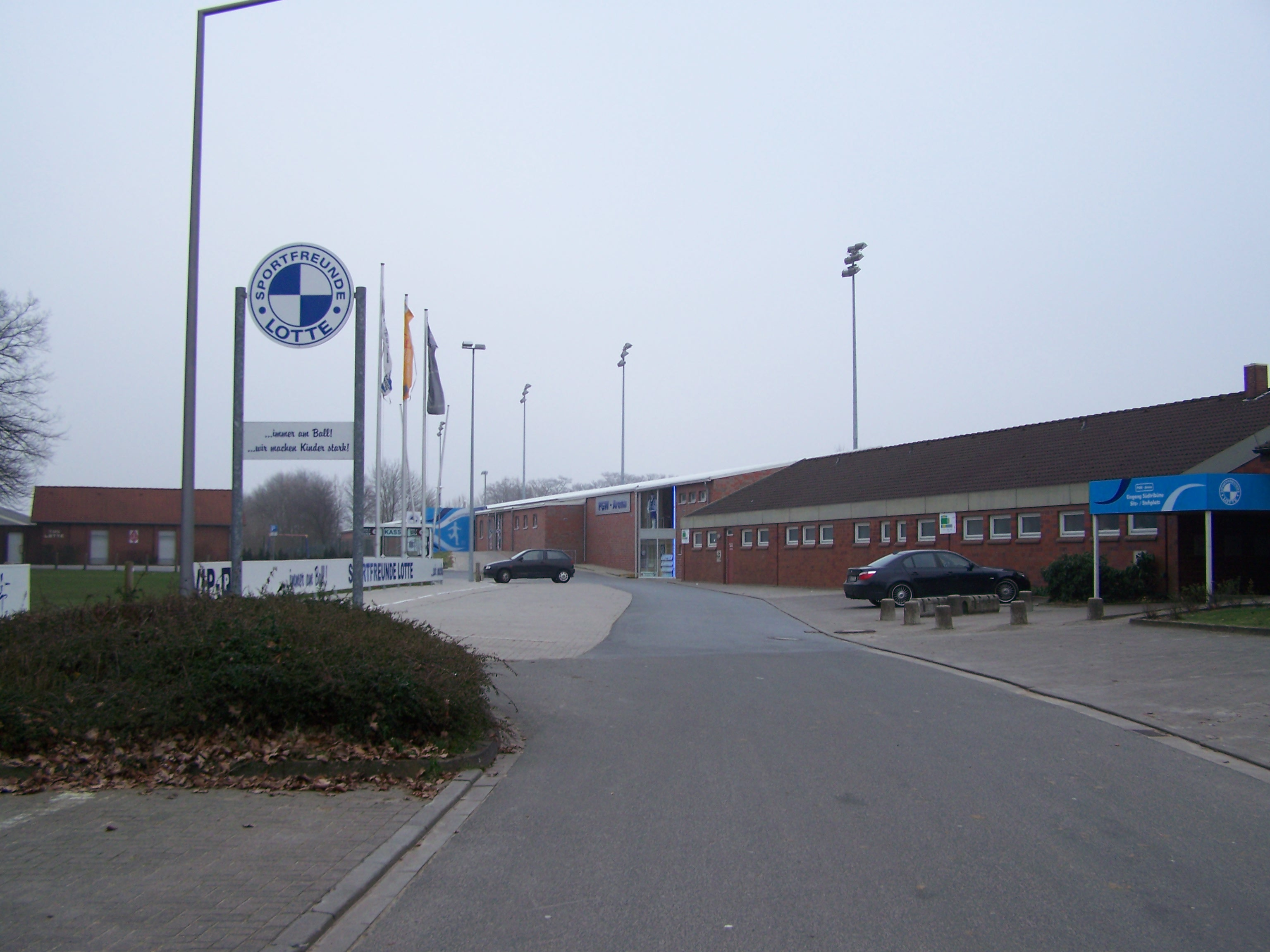
Sportpark am Lotter Kreuz (2007)
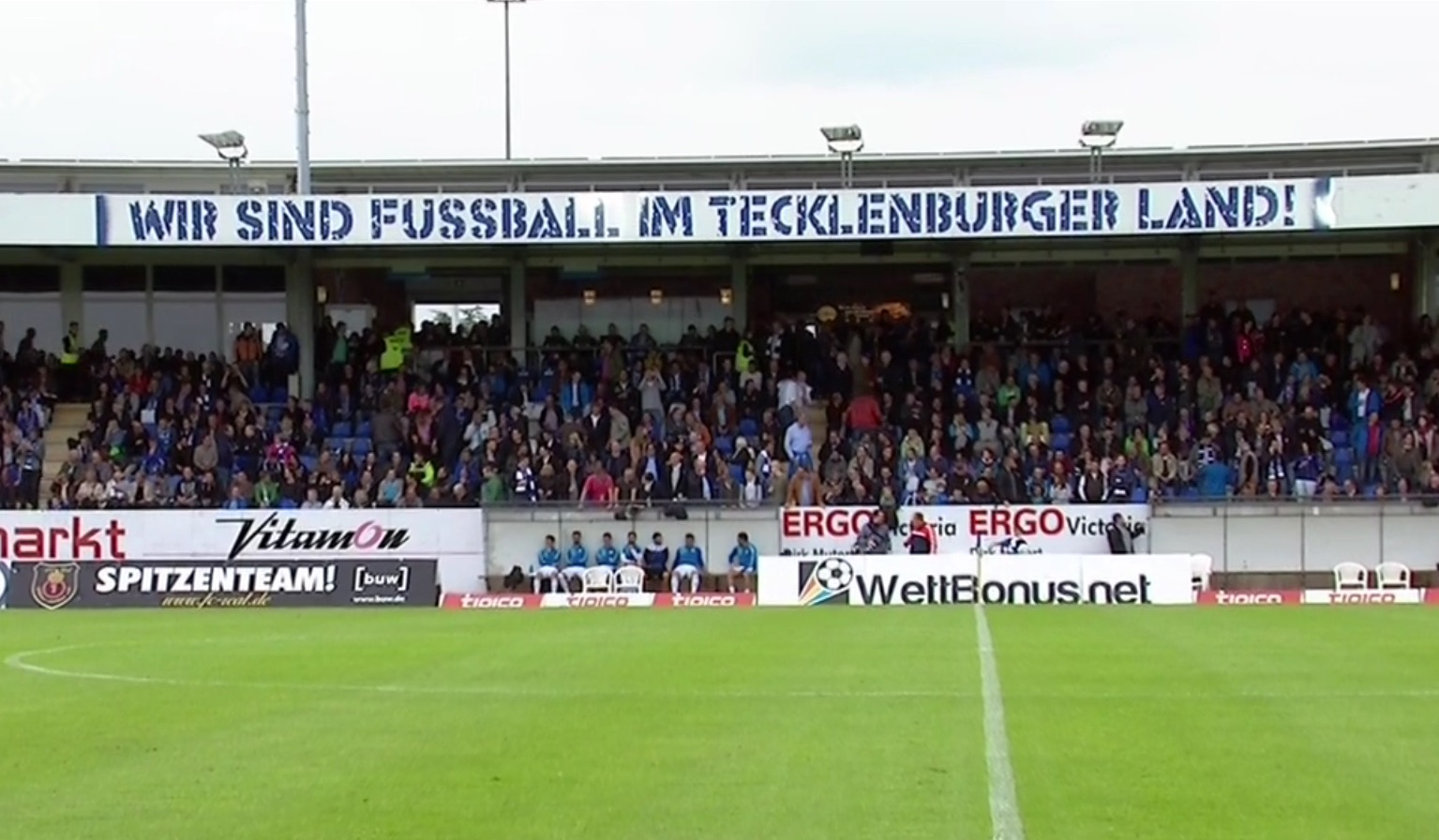
La tribuna en mayo de 2016
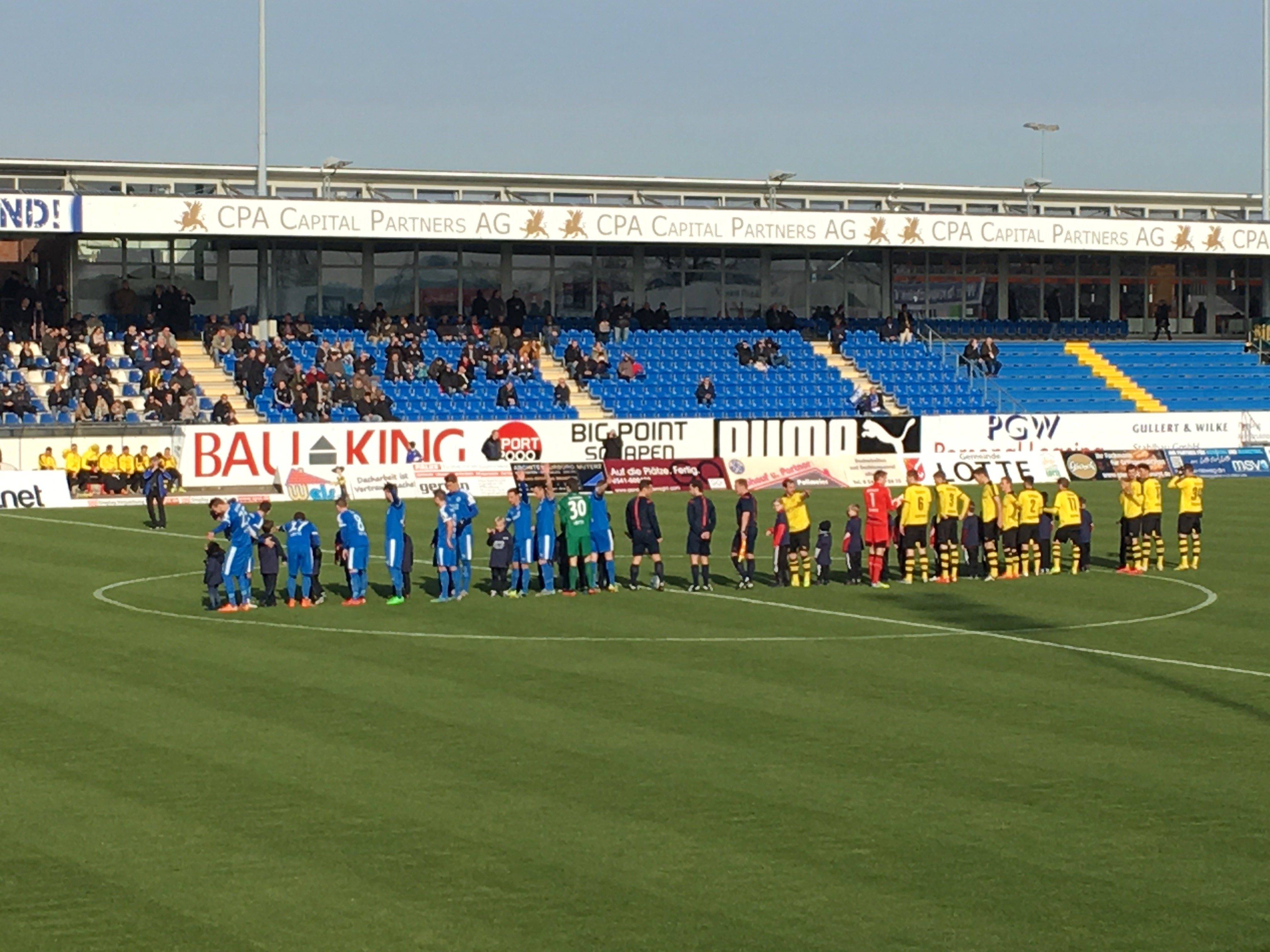
Tribuna
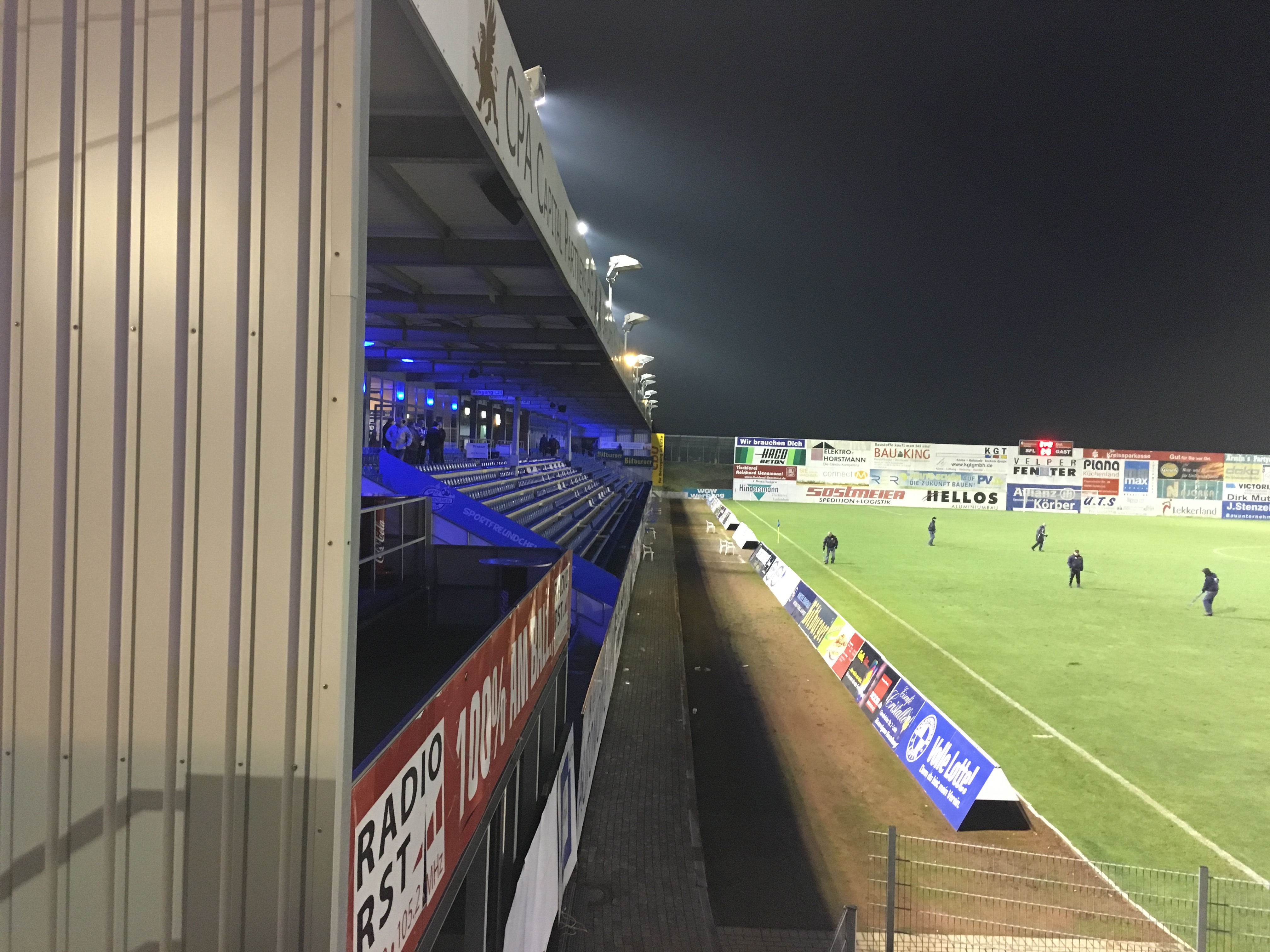
Tribuna en la noche
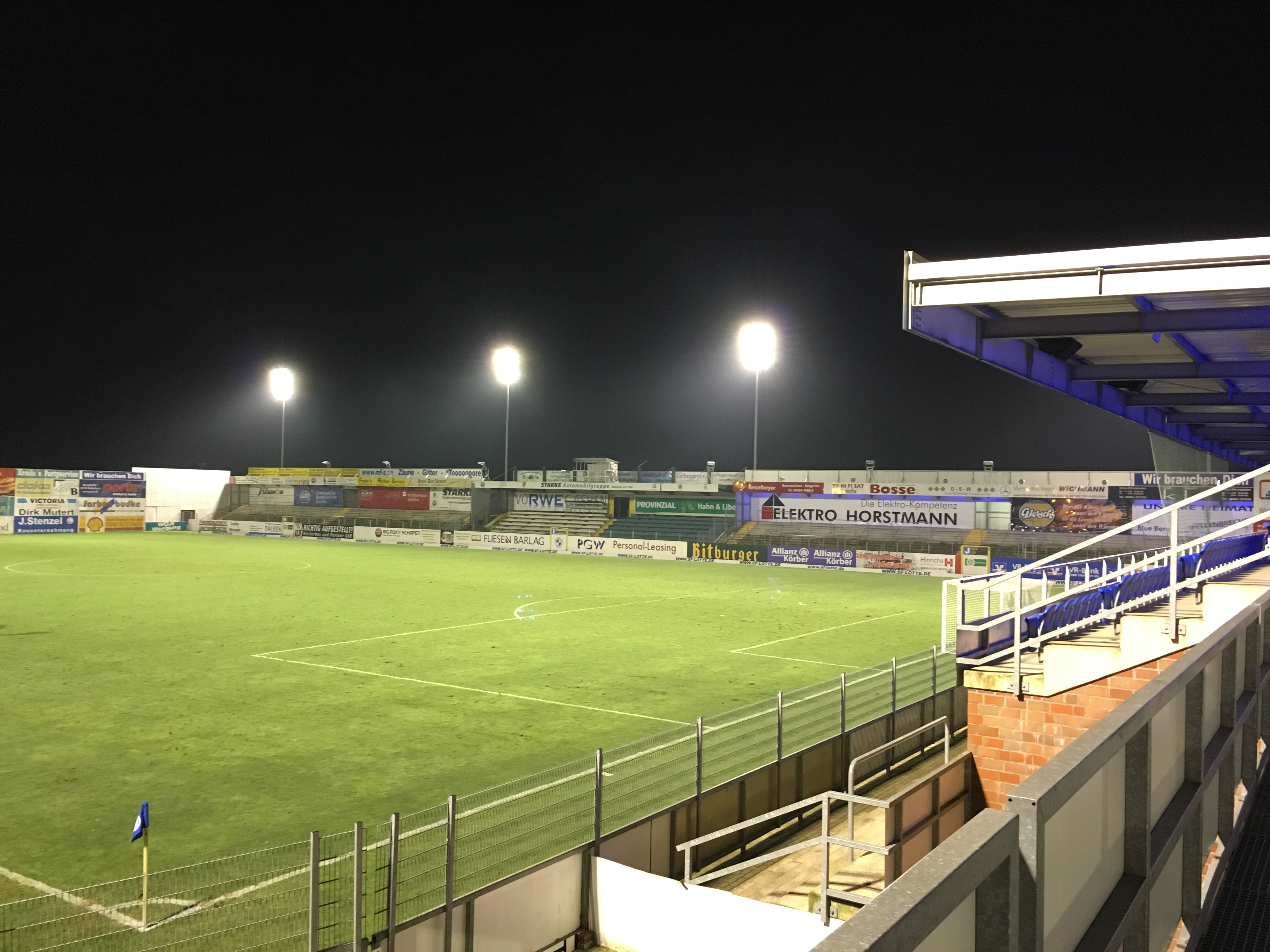
El estadio vacío en la noche
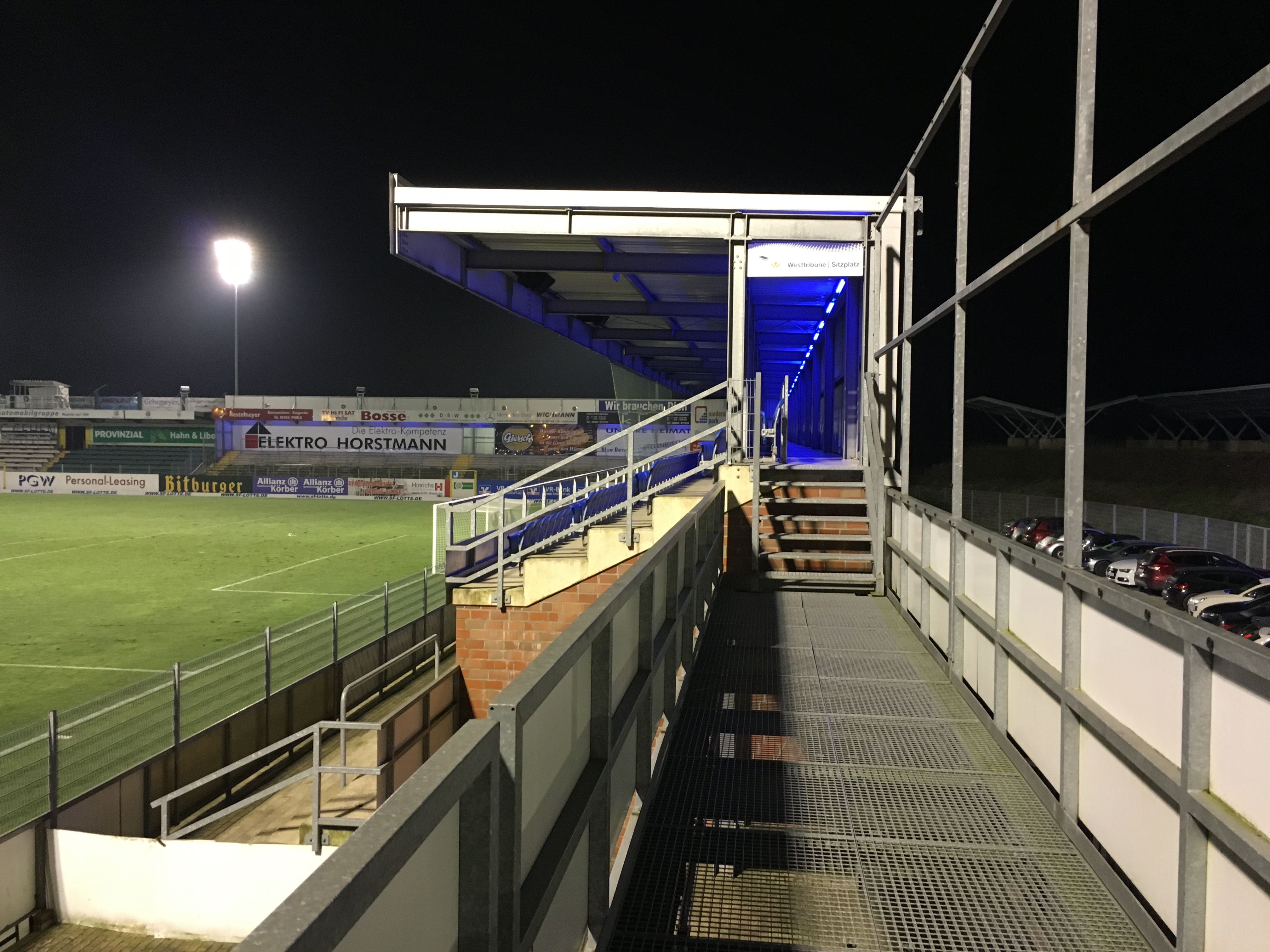
La tribuna oeste en la noche
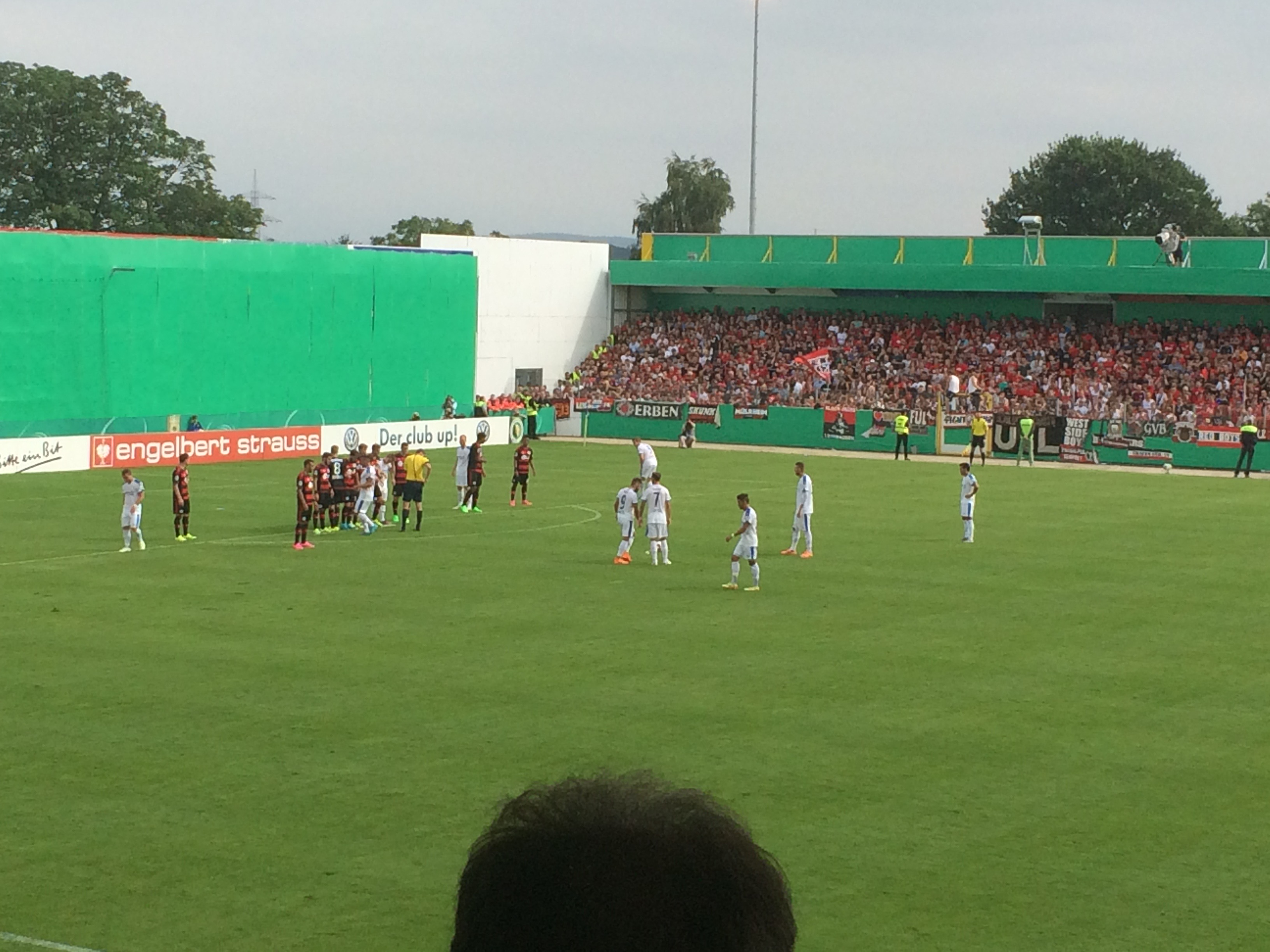
El estadio en el partido de la DFB-Pokal contra el Leverkusen en 2015
Frimo Stadion en la DFB-Pokal de 2016
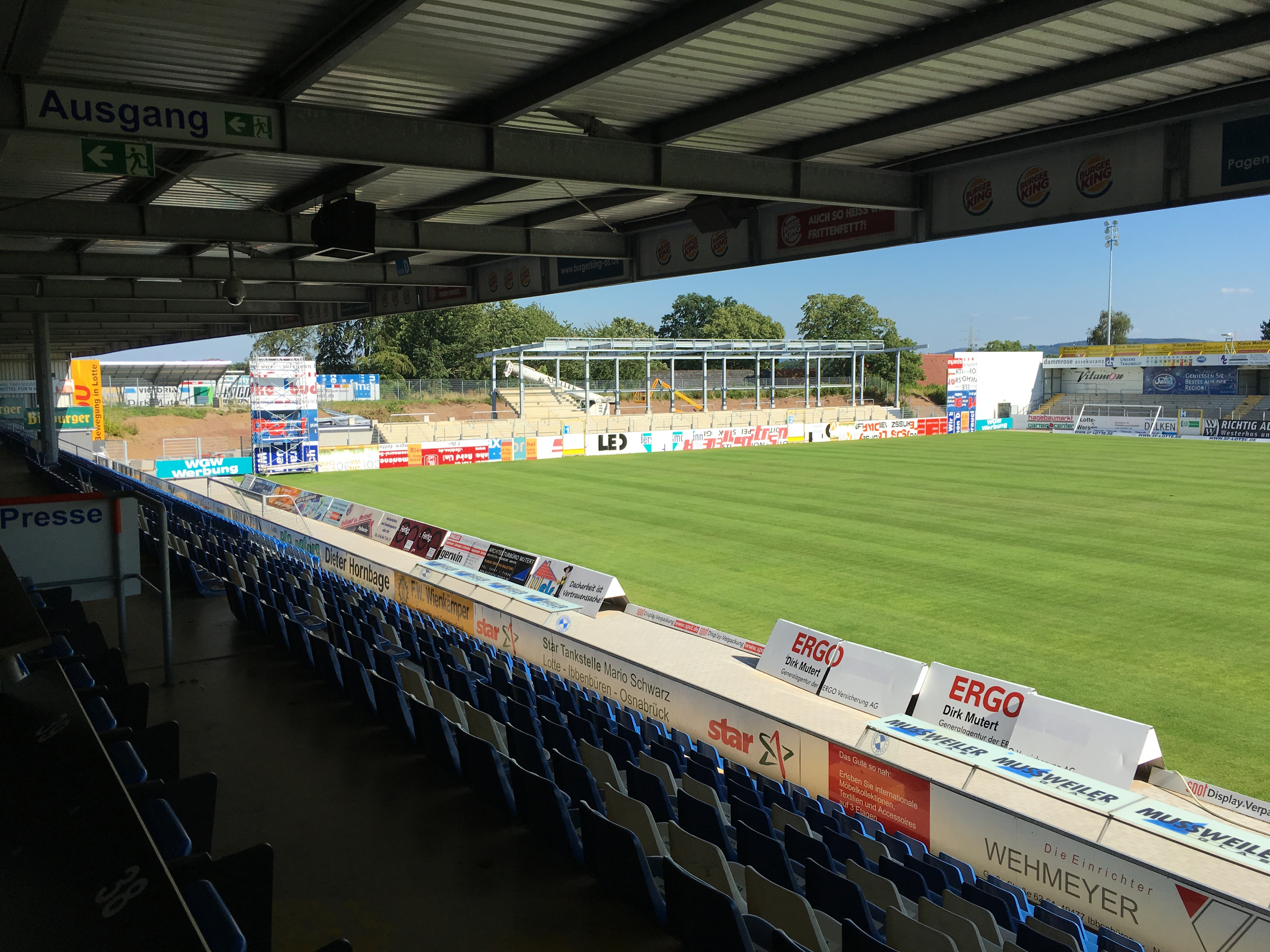
La tribuna del Este durante la expansión, visto desde la tribuna principal
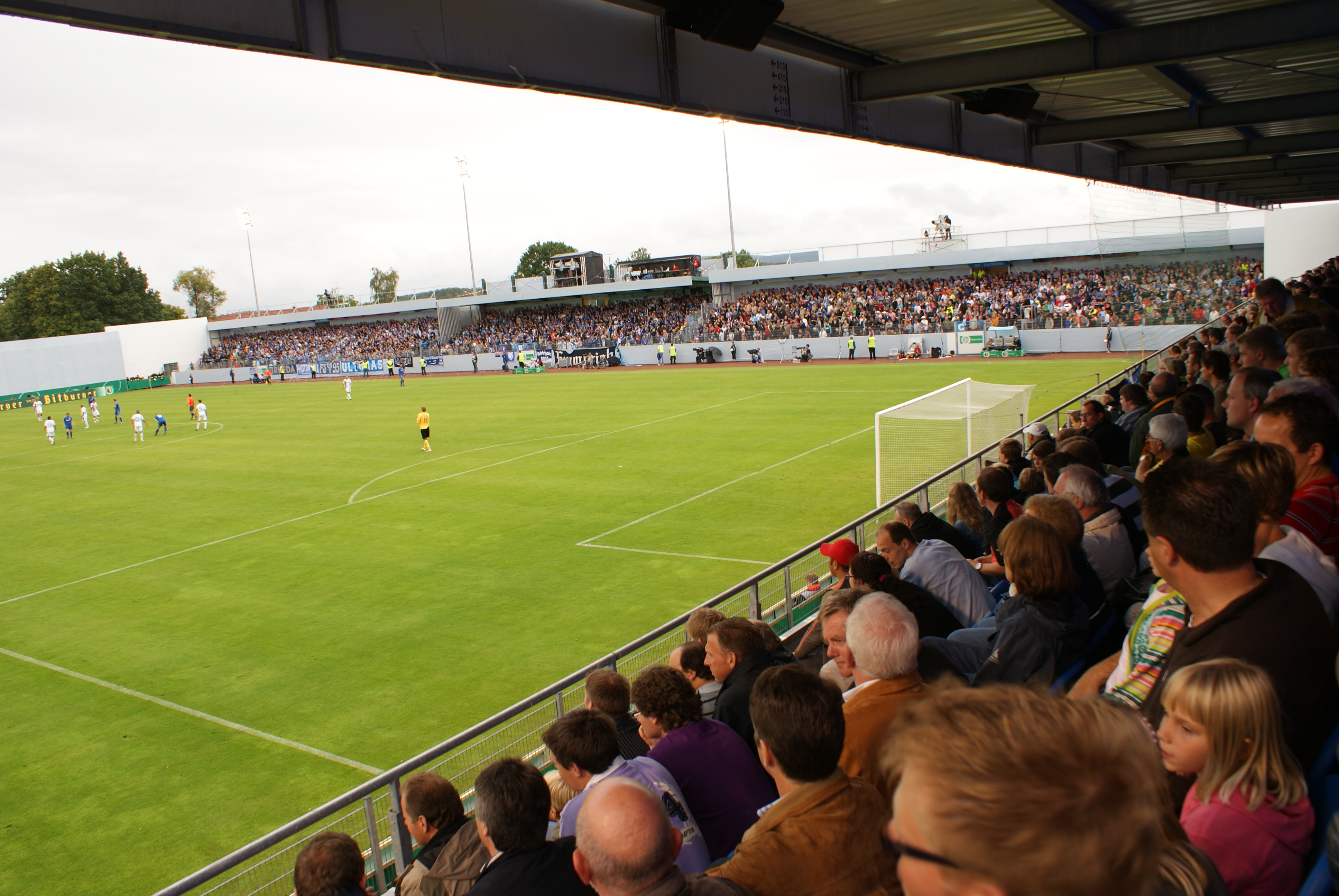
Sportpark am Lotter Kreuz (2009)